# Mistrzostwa Świata Strongman 1989
Mistrzostwa Świata Strongman 1989 – doroczne, indywidualne zawody siłaczy.
WYNIKI ZAWODÓW:

Data: 1989 r.

Miejsce: San Sebastian  Hiszpania
| Miejsce | Zawodnik            | Kraj              | Punkty |
| ------- | ------------------- | ----------------- | ------ |
| 1.      | Jamie Reeves        | Anglia            | 54,5   |
| 2.      | Ab Wolders          | Holandia          | 49,5   |
| 3.      | Jón Páll Sigmarsson | Islandia          | 47     |
| 4.      | Bill Kazmaier       | Stany Zjednoczone | 40     |
| 5.      | László Fekete       | Węgry             | 32     |
| 6.      | Ilkka Nummisto      | Finlandia         | 27,5   |
| 7.      | Rudolf Küster       | Niemcy            | 20     |
| 8.      | Dusko Markovic      | Kanada            | 17,5   |